# Rhodothemis nigripes
Rhodothemis nigripes – gatunek ważki z rodziny ważkowatych (Libellulidae). Endemit Indonezji; stwierdzony od Celebesu i Małych Wysp Sundajskich po zachodnią część Nowej Gwinei i sąsiadujące z nią wyspy.